# Murray Head
Murray Seafield Saint-George Head (født 5. marts 1946) er en engelsk musicalsanger og skuespiller fra Storbritannien.
Head har medvirket i flere film, herunder i rollen som Bob Elkin i den Oscar-nominerede film Sunday Bloody Sunday fra 1971. Som musiker er han bedst kendt for de internationale hitsange "Superstar" (fra rockoperaen Jesus Christ Superstar (1970) og "One Night in Bangkok" (1984) fra musicalen Chess, komponeret af Benny Andersson og Björn Ulvaeus med tekst af Tim Rice og Björn Ulvaeus.

## Diskografi
- 1972 – Nigel Lived
- 1975 – Say It Ain't So
- 1979 – Between Us
- 1981 – Voices
- 1981 – Find the Crowd
- 1983 – Shade
- 1984 – Restless
- 1987 – Sooner or Later
- 1990 – Watching Ourselves Go By
- 1992 – Wave
- 1993 – Innocence
- 1995 – When You're in Love
- 1995 – Pipe Dreams
- 2000 – Innocence (revideret udgave af Wave)
- 2002 – Passion
- 2005 – Emotions, My Favourite Songs
- 2007 – Tête à Tête
- 2008 – Rien n'est écrit